# Dúró Dóra
Dúró Dóra (Szentes, 1987. március 5. –) politológus, 2010-től országgyűlési képviselő, magyar nemzeti radikális politikus, a Mi Hazánk Mozgalom elnökhelyettese, az Országgyűlés alelnöke. 4 gyermekes családanya, a Forbes magazin szerint 2024-ben az ötödik, 2025-ben 4. legbefolyásosabb női közéleti szereplő és a legbefolyásosabb női politikus.

## Származása
Állatorvos édesapa és főállású családanya második gyermekeként született.

## Tanulmányai
18 éves koráig falun élt. Általános iskolai tanulmányait Csépán, Döbröközön illetve Dombóváron végezte. 2005-ben érettségizett a Dombóvári Illyés Gyula Gimnáziumban.
Az Eötvös Loránd Tudományegyetem Állam- és Jogtudományi Karon szerzett politológus végzettséget. Tanulmányait 2010-től a Budapesti Corvinus Egyetem Politikatudományi Doktori Iskoláján folytatta, első gyermeke születéséig.
Angolból és németből középfokú nyelvvizsgával rendelkezik, olaszul társalgási szinten beszél.

## Családja
2008-ban kötött házasságot Novák Előddel a szentimrevárosi Magyarok Nagyasszonya-sziklatemplomban. 2010–2016 között ők voltak az egyetlen házaspár az Országgyűlésben (a rendszerváltást követően mindig voltak képviselő-házaspárok, egyszerre akár öt házaspár is).
Gyermekeik: Novák Hunóra Kincső (2011), Novák Bottyán János (2013), Novák Nimród Nándor (2014), Novák Zente Levente (2019).

## Politikai tevékenysége

### Jobbik Magyarországért Mozgalom
2005-ös Budapestre kerülése óta dolgozik a Jobbikban. 2006 januárjában alapító tagja lett a párt kőbányai szervezetének, majd Novák Előddel kötött házassága után Újbudára költözött, ahol később a helyi alapszervezet alelnökévé választották.
2007-től Vona Gábornak, a párt elnökének felkérésére sajtóreferensként vett részt a Jobbik központi kampánystábjának munkájában. Tagja, majd 2008-tól elnöke lett a párt Oktatási és Kulturális Kabinetjének.
2008-ban férjével, Novák Előddel megalapította a Csengey Dénes Könyvtárat.
2009-ben az országos elnökség pályázat útján a párt országos szóvivőjévé választotta.
A 2009-es európai parlamenti választáson helyi kampányfőnökként, majd a választást követően Balczó Zoltán Jobbikos európai parlamenti képviselő magyarországi munkatársaként dolgozott.
A 2010-es országgyűlési választáson Budapest 15. választókerületben (XI. kerület) indult egyéni jelöltként, és 6,55%-os eredménnyel a 4. helyen végzett. A Jobbik budapesti listájának 17. helyén szerepelt. Végül az országos lista 29. helyéről szerzett mandátumot. 23 évesen, ő volt a ciklus legfiatalabb képviselője (korjegyző). Az Országgyűlés Oktatási, tudományos és kutatási bizottságának tagja lett. 2010-14 között 248 parlamenti felszólalása volt, 82 önálló és 229 nem önálló indítványt nyújtott be. Parlamenti munkájában az oktatási és a választójogi javaslatok jobbikos felelőse volt, emellett a demográfiai és nőpolitikai kérdések gyakori megszólaltatója.
A 2014-es országgyűlési választáson Budapest 6. választókerületben indult egyéni jelöltként, és 13,31%-os eredménnyel a 3. helyen végzett. Végül a Jobbik országos listájának 4. helyéről szerzett országgyűlési mandátumot. Ebben a ciklusban is ő volt a legfiatalabb képviselő (korjegyző). Az Országgyűlés Kulturális bizottságának volt az elnöke, amely a kultúra mellett az oktatás, a sport és a média szakbizottságaként is működött. Ezen kívül a Jobbik frakcióvezető-helyettese (2016. decemberéig), a "Valódi nemzeti konzultáció" oktatási témafelelőse és az értelmiségi holdudvar kialakításának felelőse volt a pártban.
A 2018-as országgyűlési választáson ismét a Budapest 6. választókerületben indult a Jobbik egyéni jelöltként, és 12,9%-os eredménnyel ismét a 3. helyen végzett, de azután a Jobbik országos listájának 3. helyéről szerzett országgyűlési mandátumot.
2018. májusban, a Jobbik, Vona Gábor országgyűlési választás után történt lemondását követő tisztújító kongresszusán – az elnökjelölti szándéknyilatkozatot elsőként benyújtó Toroczkai László és négy regionális igazgató nyílt levélben történt kérésére – Toroczkai Lászlót támogató elnökhelyettes-jelöltként indult, ahol az elnökség által támogatott Sneider Tamást választották meg a Jobbik elnökévé. 
Ezt követően Gyöngyösi Márton, a Jobbik elnökhelyettese, és frakcióvezetője kezdeményezésére kizárták a Jobbik parlamenti frakciójából, miután a frakcióból egyedüliként támogatta a Toroczkai László által alapított Mi Magunk nevezetű platformot, ami Gyöngyösi szerint egy „bomlasztási kísérlet”. 
2018. május 30-tól független országgyűlési képviselő.
Miután Toroczkait kizárták a pártból, Dúró Dóra bejelentette, hogy kilép a Jobbikból.
Később Toroczkai Lászlóval megalapították a Mi Hazánk Mozgalmat, amely 2018. június 23-án bontott zászlót Ásotthalmon.

### Mi Hazánk Mozgalom
2018. júliustól a Mi Hazánk Mozgalom elnökhelyettese.
2018. november 10-én bejelentették, hogy a Mi Hazánk Mozgalom az Országgyűlésben a Jobbik frakcióból kilépett és a Mi Hazánk Mozgalomhoz csatlakozott négy független országgyűlési képviselő: Dúró Dóra, Volner János, Apáti István és Fülöp Erik részvételével – frakciónak nem minősülő – országgyűlési képviselőcsoportot hozott létre, amelynek vezetője Dúró Dóra lett.
2018. szeptembertől elnökhelyettesként Dúró Dóra irányítja a Mi Hazánk Mozgalom szakmai kabinetjeit.
2019. február 27-én Novák Előd alelnök, a párt EP-választási kampányfőnöke mutatta be a sajtónak a Mi Hazánk Mozgalom EP-választási jelöltlistáját, amelynek 2. helyén Dúró Dóra szerepel. A lista ismertetésekor Novák Előd azt is elmondta, hogy ez a jelölés jelképes, Dúró Dóra nem venné át mandátumát, tekintettel az országgyűlési képviselői munkájára és arra, hogy 2019. szeptemberre  várják negyedik gyermekük születését.
A 2022-es magyarországi országgyűlési választáson a Mi Hazánk Mozgalom országos listájának 2. helyéről ismét országgyűlési képviselői mandátumot szerzett.
A 2025-ös dombóvári időközi választáson a Mi Hazánk jelöltjeként a legesélyesebb ellenzéki képviselőjelöltként indul a Tolna vármegyei 2. sz. országgyűlési egyéni választókerületben, jelentette be Toroczkai László pártelnök 2024. nov. 12-én.

### Országgyűlési képviselő
Tisztségek 
2022.05.02-től az Országgyűlés alelnöke. Az Országgyűlés 2010.05.14-i, 2014.05.06-i és 2018.05.08-i és 2022.05.02-i alakuló ülésein korjegyző volt.
Bizottsági tagságok 
- 2010-2014: Oktatási, tudományos és kutatási bizottság tagja,
- 2014-2018: Kulturális bizottság elnöke,
- 2018-    : Mentelmi bizottság tagja

## Könyvdarálás
2020 szeptemberében a politikus "homoszexuális propagandának" nevezte a Meseország mindenkié című mesekönyvet, laponként széttépte, majd ledarálta azt.
A politikus tettét több közszereplő kritizálta, a Magyar Könyvkiadók és Könyvterjesztők Egyesülése pedig közleményben úgy fogalmazott, hogy "közösségvállalás a náci könyvégetők és a kommunista könyvzúzdák örökségével" .

## Könyvek, publikációk
2022-ben a Kárpátia Stúdió Kft. kiadásában jelent meg a "Dúró Dóra - Egy nő harca Magyarországért" című riportkönyve, amelyben  Szakács Árpád újságíró-publicista a kérdésein keresztül 100 kérdésre vélaszol "tabuk nélkül".
Youtuberként 10.000-nél több követővel rendelkezik videocsatornája. 
Facebook-profilja 344.000 követővel rendelkezik.